# Tour de France 2015/10. Etappe
Die 10. Etappe der Tour de France 2015 fand am 14. Juli 2015, einen Tag nach dem ersten Ruhetag, statt. Sie führte von Tarbes über 167 Kilometer auf den Col de la Pierre Saint-Martin. Es gab drei Bergwertungen der vierten Kategorie nach 66 Kilometern (Côte de Bougarber), nach 90 Kilometern (Côte de Vielleségure) und nach 134 Kilometern (Côte de Montory). Die Etappenankunft war eine Bergankunft der Hors Catégorie. Außerdem gab es einen Zwischensprint nach 124 Kilometern in Trois-Villes. Die zehnte Etappe zählte als mittelschwere Etappe. Es gingen 183 Fahrer an den Start.

## Rennverlauf
Zunächst fuhren Pierrick Fédrigo und später Kenneth Vanbilsen aus dem Feld heraus und fuhren einzeln, später gemeinsam an der Spitze. Sie konnten ihren Vorsprung auf fast 15 Minuten ausbauen. Die ersten beiden Bergwertungen der vierten Kategorie entschied Vanbilsen für sich, bei der zweiten Wertung rund 60 Kilometer vor dem Ziel lagen beide um etwa zwölf Minuten vorne. Durch die beginnende stärkere Nachführarbeit der Mannschaften FDJ und Movistar reduzierte sich der Rückstand des Feldes aber rasch, am Zwischensprint in Trois-Villes waren es nur noch acht Minuten.
Aufgrund des knappen Abstands von drei Punkten zwischen Peter Sagan und André Greipel in der Punktewertung war der Zwischensprint des Hauptfeldes besonders umkämpft. Nach den Ausreißern fuhr Greipel als Dritter über die Linie, Sagan nur als Siebter. Damit übernahm Greipel mit drei Punkten Vorsprung das Grüne Trikot von Sagan. Die dritte Bergwertung des Tages sicherte sich ebenfalls Vanbilsen.
Zu Beginn des Schlussanstieges der Hors Catégorie hatten die beiden Führenden 3:17 Minuten Vorsprung auf das Feld. Zunächst fiel Vanbilsen aus der Führungsgruppe zurück, Fédrigo war allein vorn. Er wurde wenig später von Robert Gesink überholt, der aus dem dezimierten Feld heraus angegriffen hatte. Unterdessen fielen die Franzosen Thibaut Pinot und Romain Bardet sowie Rigoberto Urán, Joaquim Rodríguez und der Vorjahressieger Vincenzo Nibali zurück. Vorn schloss Rafael Valls zu Gesink auf, beide fuhren mit etwa einer halben Minute Vorsprung an der Spitze. Zwei Attacken von Alejandro Valverde blieben erfolglos. Nachdem auch Valverde und Alberto Contador abreißen lassen mussten, waren nur noch Chris Froome, Richie Porte und Nairo Quintana in der vorderen Gruppe. Einer Attacke Froomes konnten weder Quintana noch Gesink folgen. Froome gewann die Etappe damit vor Porte und Quintana, die beide rund eine Minute zurück lagen.
In der Gesamtwertung führte Froome damit mit fast drei Minuten vor Tejay van Garderen und vor Nairo Quintana, der die Führung der Nachwuchswertung von Peter Sagan übernahm. Froome belegte nach der Bergankunft außerdem den ersten Platz der Bergwertung.

## Punktewertungen
| Zwischensprint in Trois-Villes nach 124 km auf 202 m |                        |                         |         |
| 1.                                                   | Frankreich             | Pierrick Fédrigo (BSE)  | 20 Pkt. |
| 2.                                                   | Belgien                | Kenneth Vanbilsen (COF) | 17 Pkt. |
| 3.                                                   | Deutschland            | André Greipel (LTS)     | 15 Pkt. |
| 4.                                                   | Vereinigtes Konigreich | Mark Cavendish (EQS)    | 13 Pkt. |
| 5.                                                   | Deutschland            | John Degenkolb (TGA)    | 11 Pkt. |
| 6.                                                   | Belgien                | Jens Debusschere (LTS)  | 10 Pkt. |
| 7.                                                   | Slowakei               | Peter Sagan (TCS)       | 9 Pkt.  |
| 8.                                                   | Australien             | Mark Renshaw (EQS)      | 8 Pkt.  |
| 9.                                                   | Frankreich             | Geoffrey Soupe (COF)    | 7 Pkt.  |
| 10.                                                  | Frankreich             | Bryan Coquard (EUC)     | 6 Pkt.  |
| 11.                                                  | Niederlande            | Koen de Kort (TGA)      | 5 Pkt.  |
| 12.                                                  | Niederlande            | Roy Curvers (TGA)       | 4 Pkt.  |
| 13.                                                  | Deutschland            | Marcel Sieberg (LTS)    | 3 Pkt.  |
| 14.                                                  | Frankreich             | Angélo Tulik (EUC)      | 2 Pkt.  |
| 15.                                                  | Frankreich             | Arnaud Démare (FDJ)     | 1 Pkt.  |

| Etappenziel in Col de la Pierre Saint-Martin nach 167 km auf 1610 m |                        |                          |         |
| 1.                                                                  | Vereinigtes Konigreich | Chris Froome (SKY)       | 30 Pkt. |
| 2.                                                                  | Australien             | Richie Porte (SKY)       | 25 Pkt. |
| 3.                                                                  | Kolumbien              | Nairo Quintana (MOV)     | 22 Pkt. |
| 4.                                                                  | Niederlande            | Robert Gesink (TLJ)      | 19 Pkt. |
| 5.                                                                  | Spanien                | Alejandro Valverde (MOV) | 17 Pkt. |
| 6.                                                                  | Vereinigtes Konigreich | Geraint Thomas (SKY)     | 15 Pkt. |
| 7.                                                                  | Vereinigtes Konigreich | Adam Yates (OGE)         | 13 Pkt. |
| 8.                                                                  | Frankreich             | Pierre Rolland (EUC)     | 11 Pkt. |
| 9.                                                                  | Frankreich             | Tony Gallopin (LTS)      | 9 Pkt.  |
| 10.                                                                 | Vereinigte Staaten     | Tejay van Garderen (BMC) | 7 Pkt.  |
| 11.                                                                 | Spanien                | Alberto Contador (TCS)   | 6 Pkt.  |
| 12.                                                                 | Spanien                | Rafael Valls (LAM)       | 5 Pkt.  |
| 13.                                                                 | Danemark               | Jakob Fuglsang (AST)     | 4 Pkt.  |
| 14.                                                                 | Belgien                | Serge Pauwels (MTN)      | 3 Pkt.  |
| 15.                                                                 | Frankreich             | Warren Barguil (TGA)     | 2 Pkt.  |

## Bergwertungen
| Côte de Bougarber Kategorie 4 nach 66 km auf 257 m 1,4 km bei 6,2 % |         |                         |        |
| 1.                                                                  | Belgien | Kenneth Vanbilsen (COF) | 1 Pkt. |

| Côte de Vielleségure Kategorie 4 nach 90 km auf 255 m 1,7 km bei 5,9 % |         |                         |        |
| 1.                                                                     | Belgien | Kenneth Vanbilsen (COF) | 1 Pkt. |

| Côte de Montory Kategorie 4 nach 134 km auf 374 m 1,8 km bei 6,3 % |         |                         |        |
| 1.                                                                 | Belgien | Kenneth Vanbilsen (COF) | 1 Pkt. |

| Col de la Pierre Saint-Martin Kategorie HC nach 167 km auf 1610 m 15,3 km bei 7,4 % |                        |                          |         |
| 1.                                                                                  | Vereinigtes Konigreich | Chris Froome (SKY)       | 50 Pkt. |
| 2.                                                                                  | Australien             | Richie Porte (SKY)       | 40 Pkt. |
| 3.                                                                                  | Kolumbien              | Nairo Quintana (MOV)     | 32 Pkt. |
| 4.                                                                                  | Niederlande            | Robert Gesink (TLJ)      | 28 Pkt. |
| 5.                                                                                  | Spanien                | Alejandro Valverde (MOV) | 24 Pkt. |
| 6.                                                                                  | Vereinigtes Konigreich | Geraint Thomas (SKY)     | 20 Pkt. |
| 7.                                                                                  | Vereinigtes Konigreich | Adam Yates (OGE)         | 16 Pkt. |
| 8.                                                                                  | Frankreich             | Pierre Rolland (EUC)     | 12 Pkt. |
| 9.                                                                                  | Frankreich             | Tony Gallopin (LTS)      | 8 Pkt.  |
| 10.                                                                                 | Vereinigte Staaten     | Tejay van Garderen (BMC) | 4 Pkt.  |

## Aufgaben
- Ivan Basso (TCS): nicht zur Etappe angetreten (aufgrund einer Hodenkrebs-Diagnose im Rahmen von Untersuchungen zu den Sturzfolgen auf der 5. Etappe)[1]
- Lars Boom (AST): nicht zur Etappe angetreten (litt seit zwei Tagen an Fieber)[2]